# Église Saint-Augustin de Saint-Augustin (Maria-Chapdelaine)
L'église Saint-Augustin, aussi connue sous le nom de l'église de Saint-Augustin-Dalmas, est un établissement patrimonial religieux construit de 1947 à 1948 dans la municipalité de Saint-Augustin.